# Suntale
Suntale (nep. सुन्तले) – gaun wikas samiti we wschodniej części Nepalu w strefie Sagarmatha w dystrykcie Khotang. Według nepalskiego spisu powszechnego z 2001 roku liczył on 360 gospodarstw domowych i 2148 mieszkańców (1106 kobiet i 1042 mężczyzn).